# Lundi (chanson)
Singles de Sofiane
Sous contrôle
(2018) Arafricain (feat. Gims)
(2018)
Pistes de Affranchis
#cpasdmafaute (feat. Bakyl)
(13) Coluche
(15)
Lundi est une chanson du rappeur français Sofiane extraite de l’album Affranchis. Le titre est certifié single de diamant en France depuis le 10 juillet 2020.

## Clip vidéo
Le 19 février 2018, Sofiane dévoile le clip réalisé par Styck.

## Classement
| Classement    | Meilleure Position |
| ------------- | ------------------ |
| France (SNEP) | 3                  |

## Certifications et ventes
| Pays   | Organisme | Certification |
| ------ | --------- | ------------- |
| France | SNEP      | Diamant       |